# Mieczysław Serwiński (chemik)

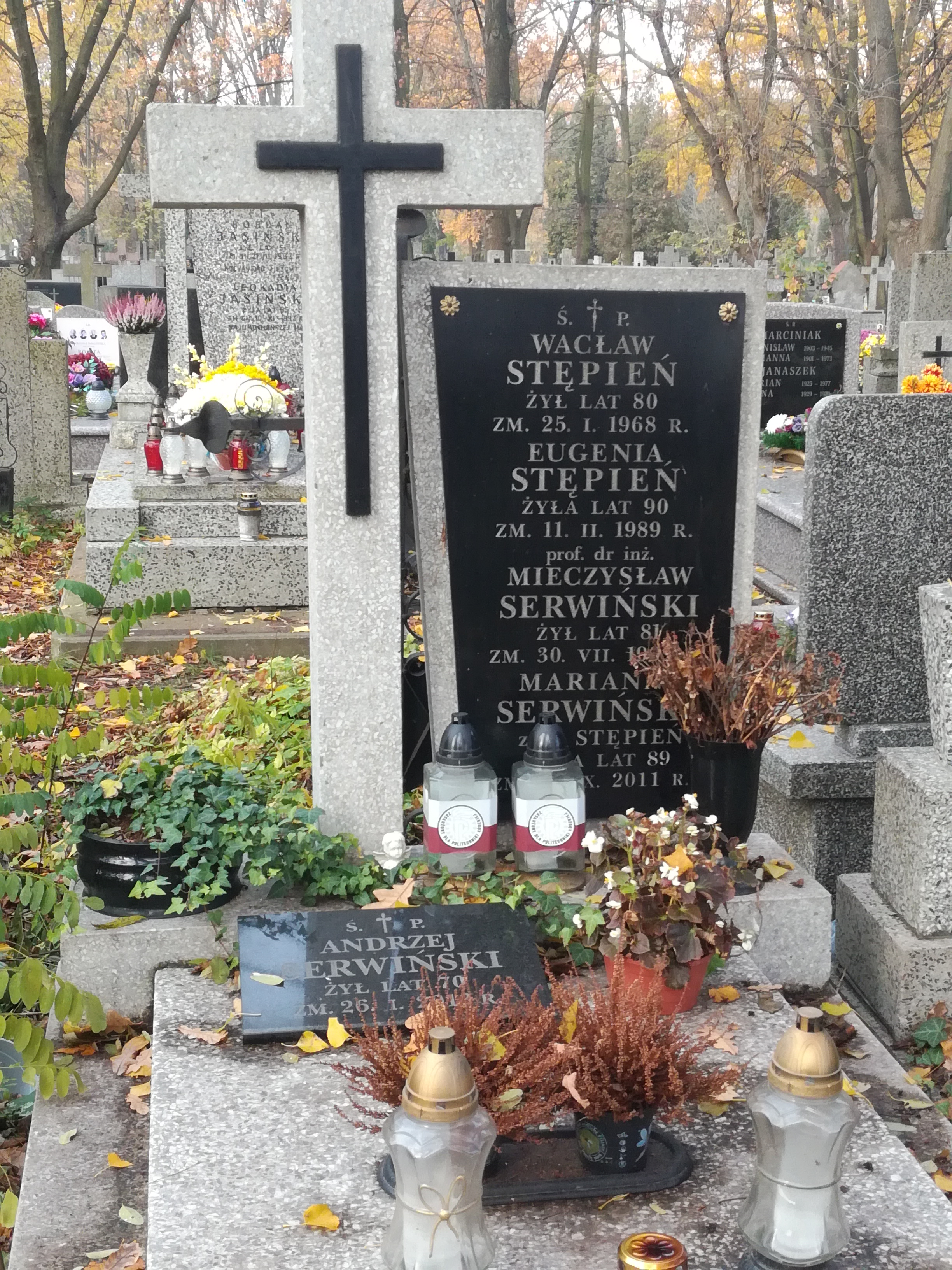
Grób prof. Mieczysława Serwińskiego na cmentarzu Bródnowskim w Warszawie

Mieczysław Serwiński (ur. 28 kwietnia 1918 w Zakrzewie, zm. 30 lipca 1999) – polski profesor nauk chemicznych i polityk, poseł na Sejm PRL VI, VIII i IX kadencji, doktor honoris causa Politechniki Łódzkiej, przewodniczący Rady Narodowej miasta Łodzi.

## Życiorys
Urodził się w rodzinie Stanisława i Stanisławy Serwińskich. Miał młodszą siostrę Halę. W 1937 rozpoczął studia na Wydziale Chemicznym Politechniki Warszawskiej, które w czasie okupacji niemieckiej kontynuował na tajnych kompletach.
W 1945 podjął pracę na Politechnice Łódzkiej jako asystent w Katedrze Chemii Fizycznej. W latach 1946–1951 był kierownikiem Katedry Maszynoznawstwa Chemicznego na Wydziale Chemicznym. W 1950 otrzymał stopień naukowy doktora nauk technicznych. W latach 1951–1969 był organizatorem i kierownikiem Katedry Inżynierii i Aparatury Chemicznej na Wydziale Chemicznym. W latach 1952–1956 i 1960–1962 był dziekanem Wydziału Chemii Spożywczej. W latach 1962–1968 był prorektorem, a w latach 1968–1975 rektorem PŁ. Uzyskał w 1968 tytuł naukowy profesora zwyczajnego nauk chemicznych.
W 1972 uzyskał mandat posła na Sejm PRL VI kadencji z okręgu Łódź-Bałuty, był posłem bezpartyjnym. Zasiadał w Komisji Górnictwa, Energetyki i Chemii oraz w Komisji Nauki i Postępu Technicznego. W 1980 i 1985 ponownie uzyskiwał mandat posła. Do Sejmu VIII kadencji dostał się z okręgu Łódź-Śródmieście, a do Sejmu IX kadencji z okręgu Łódź-Bałuty. W Sejmie VIII kadencji zasiadał w Komisji Górnictwa, Energetyki i Chemii, Komisji Nauki i Postępu Technicznego, Komisji Nadzwyczajnej do rozpatrzenia projektu ustawy o Radach Narodowych i Samorządzie Terytorialnym, Komisji Nadzwyczajnej do rozpatrzenia projektu ustawy Konstytucyjnej o przedłużeniu Kadencji oraz w Komisji Oświaty, Wychowania, Nauki i Postępu Technicznego, a w Sejmie IX kadencji w Komisji Budownictwa, Gospodarki Przestrzennej, Komunalnej i Mieszkaniowej, Komisji Nauki i Postępu Technicznego, Komisji Nadzwyczajnej do rozpatrzenia projektów ustaw zmieniających przepisy dotyczące rad narodowych i samorządu terytorialnego oraz w Komisji Nadzwyczajnej do rozpatrzenia projektu ustawy o mieniu komunalnym. Jako reprezentant strony partyjno-rządowej w czasie obrad Okrągłego Stołu współprzewodniczył podzespołowi do spraw polityki mieszkaniowej.
W latach 1980–1988 przewodniczył pracom Rady Narodowej miasta Łodzi. 10 listopada 1995 otrzymał tytuł doktora honoris causa Politechniki Łódzkiej.
Był mężem Marianny z domu Stępień (1921–2011), ojcem Andrzeja Zbigniewa (1942–2013).
Pochowany 5 sierpnia 1999 w grobie rodzinnym na cmentarzu Bródnowskim w Warszawie (kwatera 110I-1-25).

## Ordery i odznaczenia
- Order Sztandaru Pracy I klasy
- Order Sztandaru Pracy II klasy
- Krzyż Oficerski Orderu Odrodzenia Polski
- Krzyż Kawalerski Orderu Odrodzenia Polski
- Złoty Krzyż Zasługi (13 lipca 1955)[1]
- Medal 10-lecia Polski Ludowej (15 stycznia 1955)[6]
- Odznaka 1000-lecia Państwa Polskiego
- Honorowa Odznaka Miasta Łodzi